# Барьерные острова (море Лаптевых)
Барьерные острова — два небольших острова в море Лаптевых, принадлежат группе островов Петра. Территориально относятся к Красноярскому краю России.
Расположены у северо-восточного побережья острова Южного, имеют удлинённую форму, вытянувшись с северо-запада на юго-восток. Представляют собой узкую песчаную косу и окружены отмелями.
Открыты В.В. Прончищевым в 1736 году.